# 松山亜耶
松山 亜耶（まつやま あや、1992年〈平成4年〉2月17日 - ）は、日本の女性モデル。大阪府大阪市出身。元オスカープロモーション所属で、現在はHONESTに所属している。

## 略歴
大阪女子短期大学高校卒業。19歳の時、『神戸コレクション2011 A/W新人発掘オーディション』で準グランプリとなる。
2016年10月、2017年度トリンプ・イメージガールに選出し、トリンプのアンバサダーとして1年間活動した。
2018年、5歳年上の男性医師と5年間の交際を経て結婚。ザ・リッツ・カールトン東京で披露宴を挙げた。
2019年6月12日、『天使のブラ®』誕生25周年記念イベントに他のトリンプ・イメージガールと共にファッションショーへ出演。
2022年9月、オスカープロモーションからHONESTに移籍。

## 人物
特技はバレーボール・ヨガ・料理。体型を維持するために緑の野菜を摂っている。
好きな男性のタイプは身長が高く、ゴリラみたいな人。チャームポイントはくびれ。
憧れのモデルは長谷川潤。
「シャーロット」というトイプードルを飼っている。

## 出演

### 雑誌
- 光文社「CLASSY.」[7]
- 小学館「AneCan」
- 宝島社「steady.」
- エムオン・エンタテインメント「and GIRL」
- 角川春樹事務所「BLENDA」
- 幻冬舎「GINGER」
- ハースト婦人画報社「25ans」

### CM・広告
- SUZUKI「ハスラー」（2015年、CM）
- NEC「サイバーセキュリティシステム」（2016年、CM）
- トリンプ・インターナショナル（2017年） - トリンプ・イメージガール[1][12]

### WEB
- IMAGE（2017年）
- TOPLOG（2017年）
- ベルーナ「Ranan」WEBカタログ（2017年）

### スチール
- IMAGE（2012年）
- 資生堂「スキンビジオム」（2012年）
- アテニア化粧品「ATTENIR No.199」（2012年）
- ピーチ・ジョン「Beautyイメージカット」（2015年）
- 資生堂 「ハンディスキンセンサー」（2016年）
- アルペン17FW「SOUTH FIELD」「kissmark」「TIGORA」（2017年）

### ファッションショー
- GirlsAward2011A/W[13](2011年）
- 神戸コレクション2012S/S（2012年）
- GirlsAward2012S/S[14]（2012年）
- 東京ランウェイ2012S/S（2012年）
- 東京ガールズコレクション2012S/S[15]（2012年）
- 東京ガールズコレクション2012A/W（2012年）
- 東京ガールズコレクション2013S/S[16]（2013年）
- 東京ランウェイ2014A/W（2014年）
- 神戸コレクション2014A/W（2014年）
- グレースブライダル東京展（2015年）